# تینرکوک
تینرکوک (به عربی: تینرکوک) یک شهرداری در الجزایر است که در استان ادرار واقع شده‌است.